# Concentratiekamp
Een concentratiekamp is een kamp waar mensen, meestal onder militaire dwang, bijeengebracht worden. Het is een inrichting om politieke tegenstanders of anderszins onwelgevallige mensen op grond van etnische, religieuze of sociale kenmerken te isoleren en psychisch en/of fysiek te breken, in sommige gevallen te doden. Het insluiten in een kamp gebeurt doorgaans voor onbepaalde tijd, door administratieve handelingen, zonder tussenkomst van een rechtbank en rechtshulp en zonder enig recht op inspraak. Het begrip concentratiekamp is voor een groot deel bepaald door het gebruik ervan tijdens de Tweede Wereldoorlog.

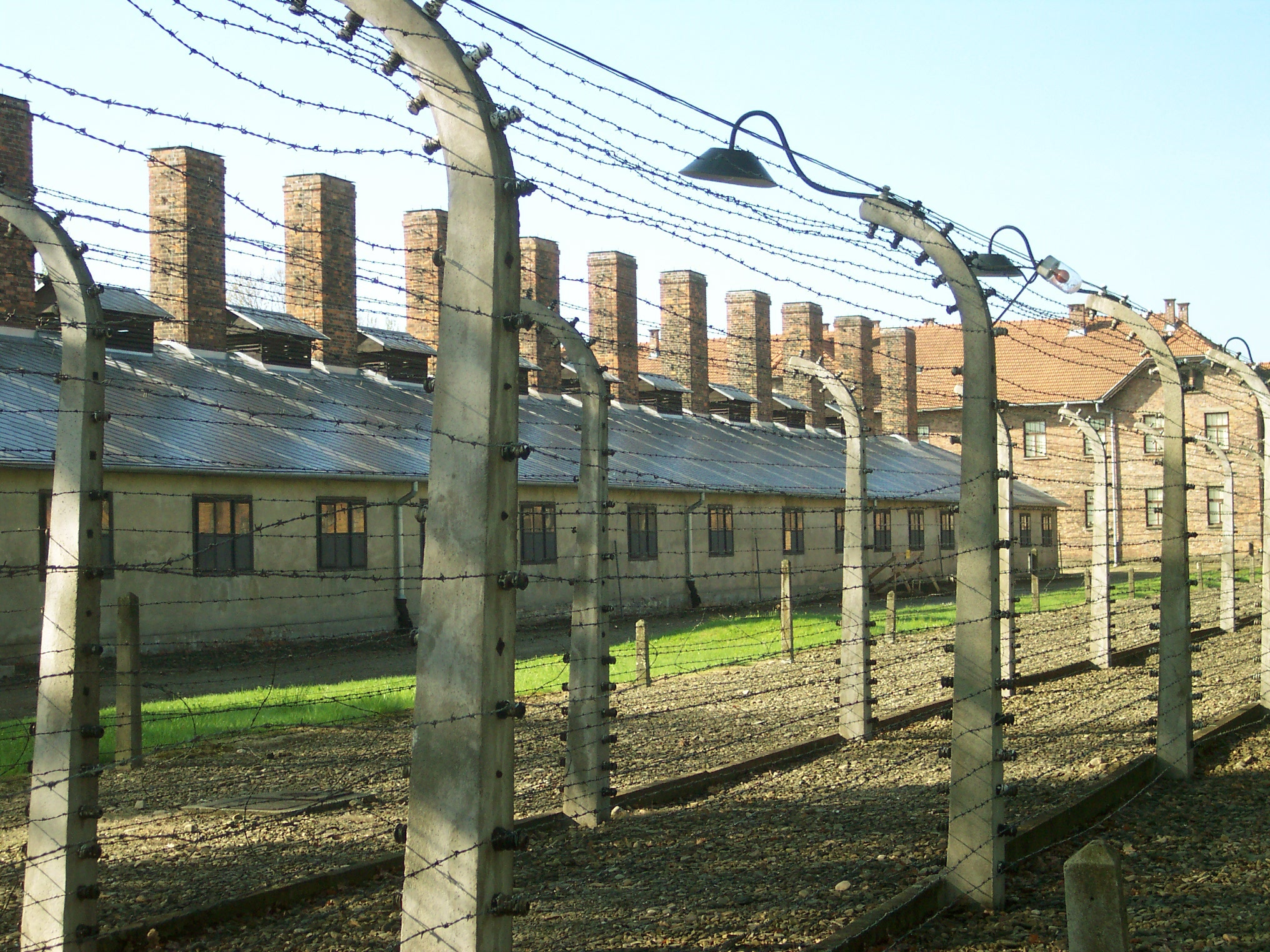
Auschwitz I - Dubbele prikkeldraadafscherming rond het kamp. Op de draden stond een dodelijke elektrische spanning

## Begrip
Met het begrip concentratiekamp worden in het spraakgebruik vaak verschillende zaken aangeduid: vernietigingskamp, werkkamp, interneringskamp, reserveringskamp, verzamel- en doorgangskampen, die elk een andere bestaansgrond hebben en die soms in elkaar overlopen.

### Vernietigingskampen
Vernietigingskampen hebben het doden van mensen tot doel. Een ongeëvenaard voorbeeld zijn de tussen 1941 en 1942 gebouwde vernietigingskampen tijdens het Duitse nationaalsocialisme, zoals Sobibór en Treblinka. Het doel van deze kampen was het zo snel mogelijk en grootschalig doden op welhaast industriële wijze, van wat de nazi's untermenschen ('minderwaardigen', voornamelijk Joden, maar bijvoorbeeld ook Roma, Sinti en mensen van Slavische afkomst) noemden, met name door middel van gifgas. Degenen die er arriveerden werden direct gedood, op enkele uitzonderingen na (het Sonderkommando), die in leven werden gehouden om werkzaamheden te verrichten (zoals het sorteren van kleding en het bedienen van de crematieovens). Uiteindelijk was ook het Sonderkommando ten dode opgeschreven.

### Werkkampen
In werkkampen waren jonge en sterke gevangenen bestemd als dwangarbeiders, onder andere voor de grote fabriekscomplexen die bij deze kampen aanwezig waren. Dit waren meest bedrijven die aan het leger leverden zoals IG Farben dat bij bv. Auschwitz grote productieafdelingen gevestigd had. De werk- en leefomstandigheden hierin waren overigens niet veel beter dan in de kampen zelf. Ook hier was het dodental enorm als gevolg van de vaak levensgevaarlijke werkomstandigheden, slechte verzorging en de willekeur van de bewakers.
De werkkampen waren in verschillende categorieën ingedeeld. In categorie één zaten relatief milde kampen als Dachau en Buchenwald, terwijl in categorie drie kampen zaten als Groß-Rosen, Natzweiler-Struthof en Mauthausen. Tot september 1942 verschilde de situatie in Groß-Rosen voor Joden, Polen en politieke gevangenen weinig van die in een vernietigingskamp. Voor hen was de gemiddelde overlevingstijd twee à drie maanden en maximaal een half jaar. Zij die door toeval Groß-Rosen toch overleefden vonden Dachau een hemel op aarde.
Gevangenen stierven vaak als gevolg van zware dwangarbeid, ondervoeding en ziekte. Ook pleegden sommige gevangenen die het kampbestaan niet meer aankonden zelfmoord. Sommige gevangenen werden geselecteerd voor medisch 'wetenschappelijk onderzoek' wat meestal uitliep op een gruwelijke dood voor de 'proefpersoon'. Berucht was de arts Josef Mengele, die zelfs kinderen gebruikte voor zijn experimenten.
In Nederland was Kamp Vught gedurende de oorlog behalve concentratiekamp en doorvoerkamp ook tijdelijk een werkkamp.

### Interneringskampen
In interneringskampen staat de controle op politieke tegenstanders of politiek onbetrouwbaar geachte bevolkingsgroepen centraal. Krijgsgevangenenkampen zijn eveneens interneringskampen, waarbij echter steeds internationaalrechtelijke normen dienen te worden nageleefd.
In Nederland was Kamp Schoorl gedurende korte tijd een interneringskamp voor achtereenvolgens buitenlanders, Joden en communisten, alvorens de Duitsers hen naar concentratiekampen doorstuurden.

### Reserveringskampen
Reserveringskampen zijn kampen die niet bedoeld zijn voor het doden of de internering van mensen, maar worden gebouwd om mensen te 'reserveren' om met hen een ander doel te bereiken. In de Tweede Wereldoorlog werden in de reserveringskampen Joden geplaatst die volgens de bezetter een speciale betekenis hadden voor de maatschappij, zoals ex-militairen en kunstenaars. De goed behandelde joden kunnen in deze relatief aantrekkelijke kampen een rol spelen in bijvoorbeeld propagandafilms, zoals in Theresienstadt gebeurt.

### Verzamel- en doorgangskampen
Verzamel- en doorgangskampen zijn, meestal kleine, kampen die worden gebouwd om mensen te verzamelen en te sorteren om ze vervolgens door te sturen naar andere, vaak grotere kampen. In de Tweede Wereldoorlog werden in de doorgangskampen mensen verzameld die dagelijks opgepakt werden om ze vervolgens, vaak wekelijks, per goederentrein af te voeren naar de diverse werk- en vernietigingskampen. Voorbeelden van verzamel- en doorgangskampen uit de Tweede Wereldoorlog zijn Kamp Westerbork en Kamp Amersfoort in Nederland, Kamp Mechelen in België en Kamp Drancy in Frankrijk.

## Geschiedenis

### 19e eeuw

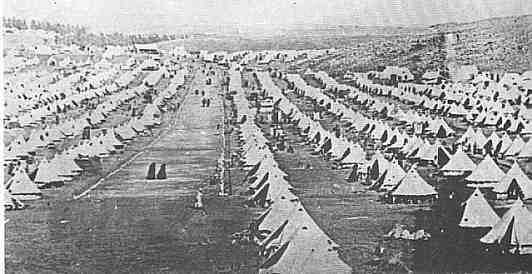
Concentratiekamp Krugersdorp, Tweede Boerenoorlog, Zuid-Afrika

De term concentratiekamp werd voor het eerst gebruikt voor de kampen die door de Spanjaarden werden ingericht tijdens de Cubaanse Onafhankelijkheidsoorlog in 1896-1897. Honderdduizenden plattelandsbewoners uit opstandige provincies werden bijeenbracht op afgezette en bewaakte terreinen, om te voorkomen dat ze, al dan niet gedwongen, steun zouden geven aan de guerrillos. Daarbij werden moderne middelen gebruikt, zoals deportatie per spoor en afsluiting met prikkeldraad. Ongeveer een kwart van hen stierf door ontbering. Bij wijze van humanitaire interventie verklaarden de Amerikanen de Spaans-Amerikaanse Oorlog, maar weinig later gebruikten ze zelf (op kleinere schaal) concentratietechnieken in de Filipijns-Amerikaanse Oorlog (1898-1901).
De Britten richtten concentratiekampen op in Zuid-Afrika tijdens de Tweede Boerenoorlog (1899-1902). Horatio Kitchener viseerde onder andere de gezinnen van de opstandige Boeren die de guerrillastrijd weigerden op te geven (de zogenaamde bittereinders). Daarnaast werden gezinnen geïnterneerd die juist door de opstandige Boeren van hun land waren verjaagd (wegens collaboratie). Ook vele inheemse Afrikanen werden opgesloten, in aparte kampen, gesegregeerd van de Boeren. Hoewel het niet de bedoeling was om de geïnterneerden iets aan te doen, maar alleen om zo goedkoop mogelijk af te zijn, waren de omstandigheden in de Zuid-Afrikaanse kampen gruwelijk, waardoor er alleen al aan Boerenzijde 27.927 vrouwen en kinderen (van wie 22.074 onder de 16 jaar) om het leven kwamen door honger, ziekte en uitputting. Nadat Emily Hobhouse de erbarmelijke omstandigheden aan de kaak stelde, bevestigd door een commissie van regeringsgezinde vrouwen, werd de militaire kampleiding vervangen door burgers en verbeterde de toestand.

### Nederland en Nederlands-Indië
Ook Nederland had begin twintigste eeuw in Indonesië concentratiekampen, zoals Boven Digul op Nieuw-Guinea, waar nationalisten onder onmenselijke omstandigheden werden opgesloten. In Nederland was er voor de Tweede Wereldoorlog officieel ook een concentratiekamp, namelijk Fort Honswijk waar communistische vluchtelingen uit Duitsland werden opgesloten. Er was daar echter, behalve de vrijheidsberoving, geen bewijs van mensonterende toestanden.

### Rusland en Sovjet-Unie
In Rusland kende men al sinds de 17e eeuw werkkampen voor gevangenen, de katorga. Kort na de communistische machtsovername van 1917 werd dit systeem sterk uitgebreid en vanaf 1930 centraal georganiseerd (zie Goelag). Het goelagsysteem stelde Stalin in staat om op grote schaal echte en vermeende politieke tegenstanders, etnische minderheden en misdadigers uit de maatschappij te verwijderen.

### Tweede Wereldoorlog

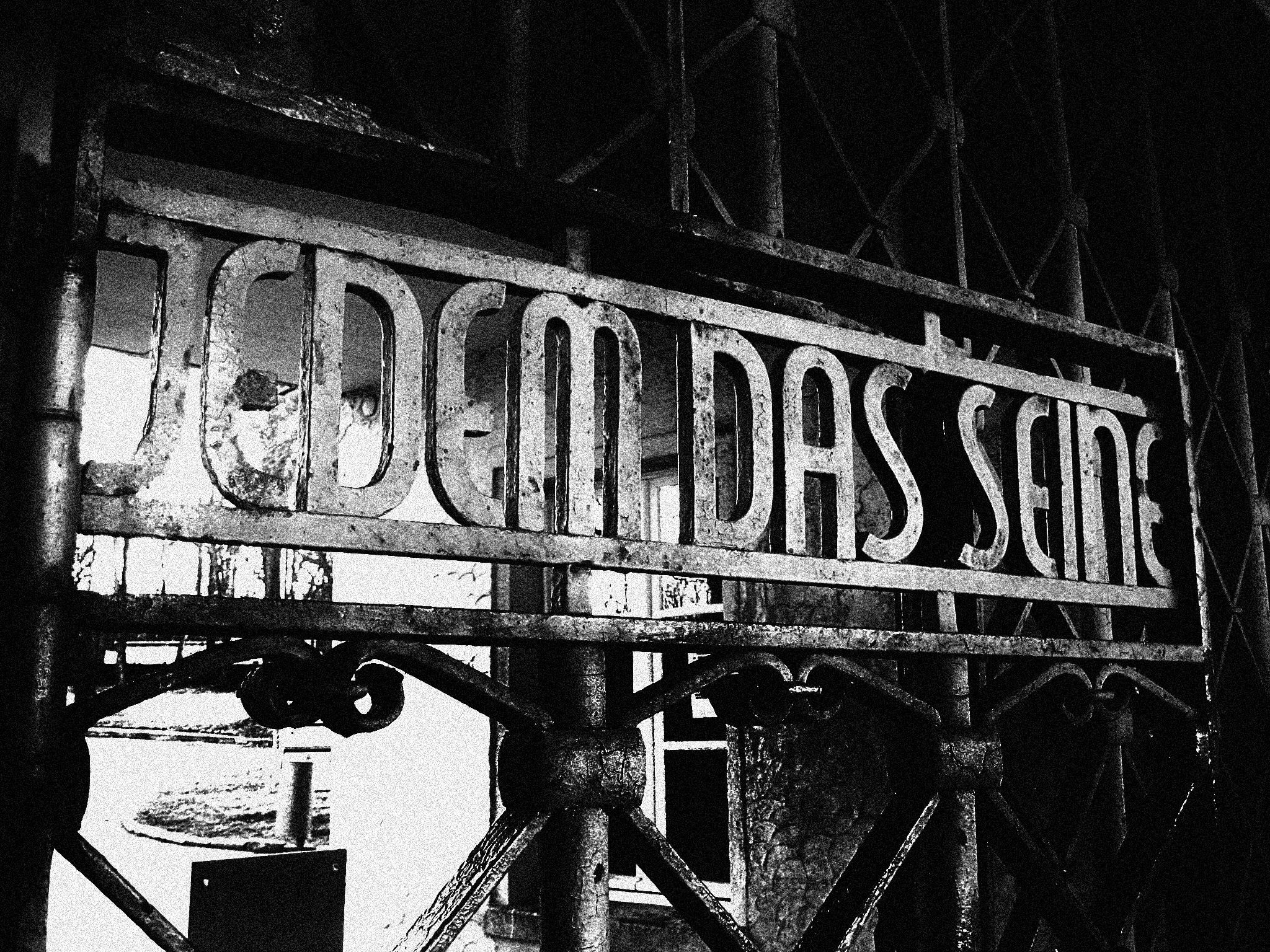
Het hek van concentratiekamp Buchenwald: "Jedem das Seine" (Ieder het zijne)

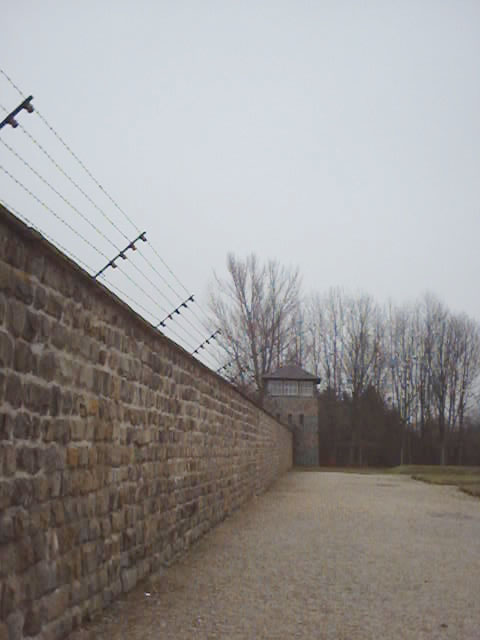
Muur met wachttoren, Concentratiekamp Mauthausen

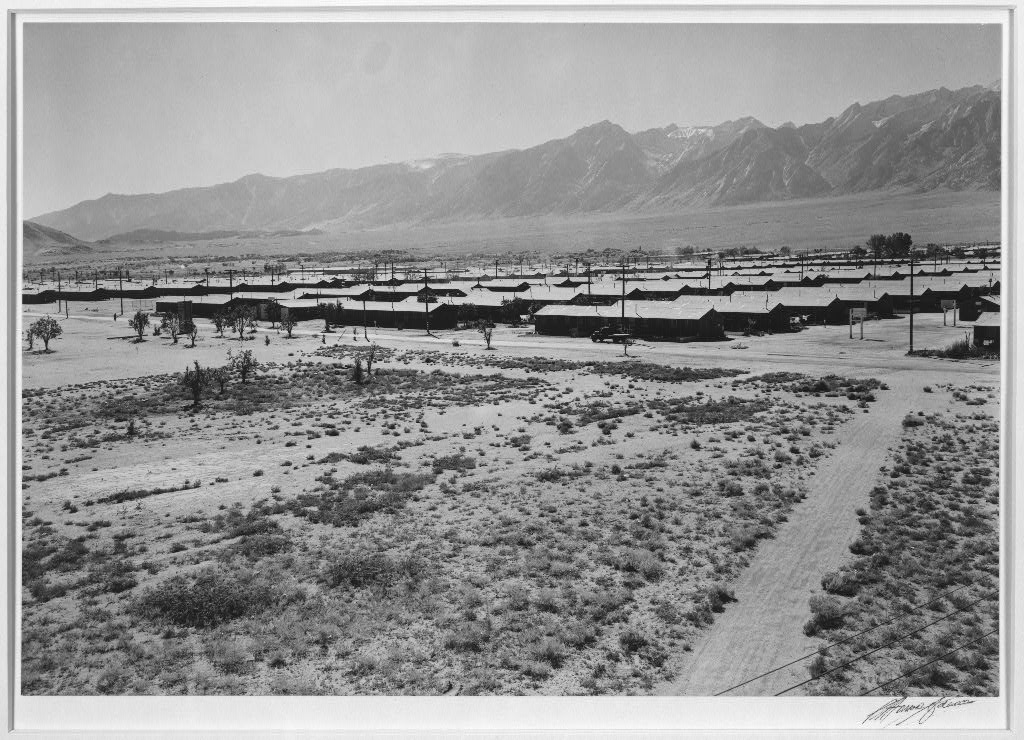
Manzanar War Relocation Center, een kamp voor Amerikanen van Japanse afkomst in Owens Valley, Californië

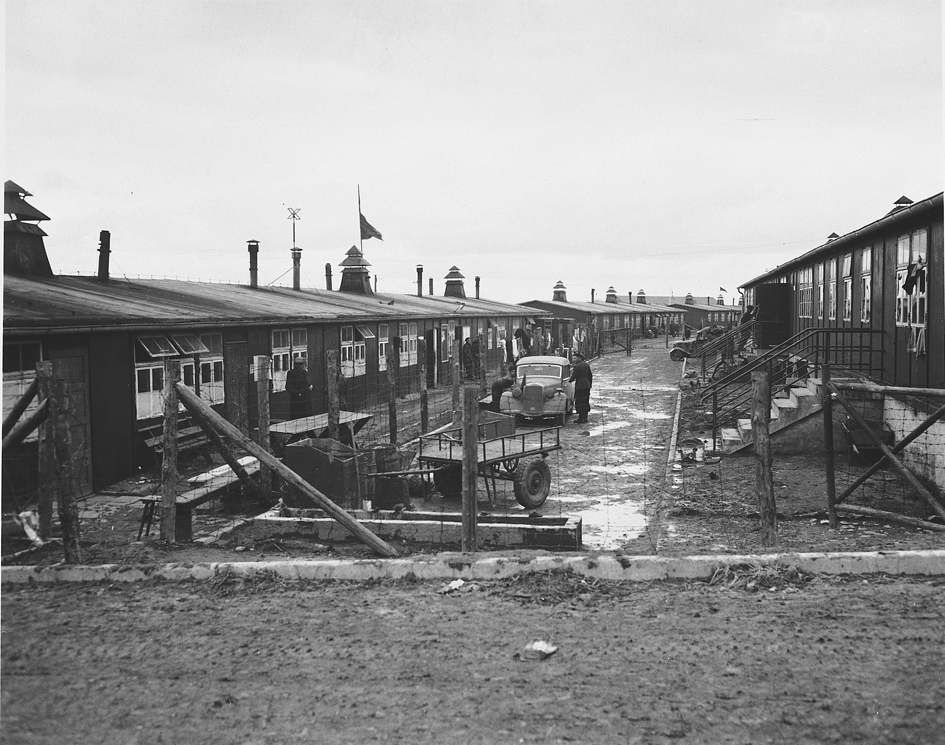
Een "straat" in Concentratiekamp Buchenwald

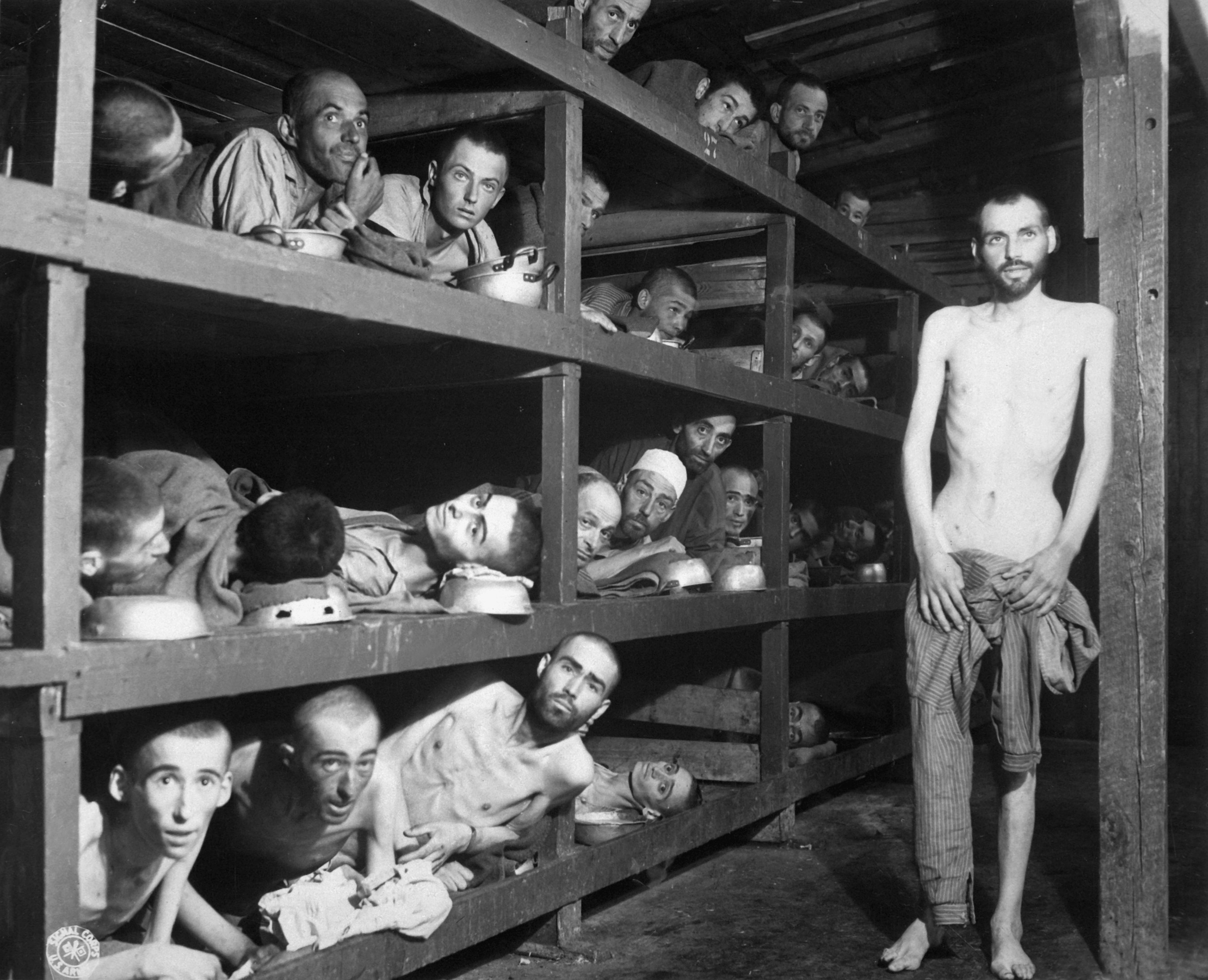
Zwaar ondervoede gevangenen in Buchenwald bij de bevrijding op 16 april 1945

In het bijzonder in de Tweede Wereldoorlog werd het concentratiekamp als strijdmiddel tegen burgers op grote schaal toegepast. Het eerste Duitse concentratiekamp werd in 1933 ingericht bij Dachau. Hier werden vooral communisten en in mindere mate sociaaldemocraten in gestopt, spoedig gevolgd door Joden. In plaats van de tot dan gebruikelijke grijs-witte pakken kregen de gevangenen de bekende gestreepte gevangeniskleding. Tevens waren de verschillende groepen gevangenen te onderscheiden aan verschillend gekleurde driehoeken die op de linkerborsthelft en op de rechterdij moesten worden genaaid: een rode driehoek voor politieke gevangenen, een groene voor beroepsmisdadigers, een blauwe voor emigranten, een paarse voor Jehova's getuigen, een roze voor homoseksuelen, een zwarte voor 'asocialen' en een gele voor Joden. In de driehoek werd met een letter de nationaliteit aangeduid: F voor Fransen, R voor Russen, N voor Noren en H voor Nederlanders. Onder de driehoek zat een wit lapje stof met daarop het gevangenennummer. Deze merktekens vonden in de andere concentratiekampen navolging. Ook in andere opzichten stond Dachau model voor latere kampen.
De Duitse concentratiekampen waren over het algemeen wreder dan de Japanse. De Duitsers hadden drie verschillende categorieën concentratiekampen. Dachau en Auschwitz-Stammlager waren kampen van de eerste, lichtere, categorie. De zwaarste categorie was de derde, maar ook daarbinnen waren nog grotere verschillen. Speciale concentratiekampen waren de Nacht-und-Nebelkampen Natzweiler-Struthof en Groß-Rosen. Het doel van de Nacht-und-Nebelkampen was de mensen spoorloos te laten verdwijnen, verwanten zouden in principe niets van het overlijden mogen vernemen. Groß-Rosen was van de hoofdkampen ongetwijfeld veruit het wreedste met in 1942 een sterftepercentage boven de 50% per jaar en voor politieke gevangenen een gemiddelde overlevingstijd van twee maanden. Auschwitz heeft voor de meeste mensen een zeer gruwelijke betekenis, dat komt niet door het Stammlager zelf, maar door de gaskamers van Auschwitz-Birkenau, waar meer dan een miljoen mensen op industriële wijze vermoord werden.
Ook in de door Japan bezette gebieden waren de kampen, waarin onder anderen de Nederlanders van voormalig Nederlands-Indië opgesloten werden, oorden die het begrip 'een hel op aarde' maar al te dicht benaderden.
Hoewel het lot van mensen van Japanse afkomst in de Verenigde Staten en Canada niet op dezelfde lijn gesteld kan worden (zij werden in elk geval relatief goed verzorgd), werden ook velen van hen in een concentratiekamp gestopt. Het heeft jaren geduurd voor hun leed erkend werd.
In Nederland hebben de Duitsers een officieel concentratiekamp gesticht, namelijk Vught (KZ Herzogenbusch). Kamp Amersfoort was een doorgangskamp voor politieke gevangenen (Polizeiliches Durchgangslager Amersfoort), maar de behandeling van de gevangenen deed sterk denken aan die in een werk- of vernietigingskamp, zij het iets minder slecht dan in de Duitse concentratiekampen. Ook Kamp Westerbork was een doorgangskamp, voor voornamelijk Joden en een klein aantal zigeuners, op weg naar Auschwitz, Sobibór of in zeldzame gevallen een ander vernietigingskamp in Polen. Behalve de vrijheidsberoving vonden er vaak ernstige wandaden door de Duitsers plaats. Daarnaast zijn er ook kampen als Haaren geweest, waar voornamelijk gijzelaars werden opgesloten die vrij goed behandeld werden; maar er hebben ook politieke en Joodse gevangenen gezeten die ernstig mishandeld werden.

#### Nederlandse slachtoffers in Duitse concentratiekampen
Het precieze aantal Nederlandse doden in Duitse concentratiekampen is niet bekend. Onderstaande gegevens zijn gebaseerd op gegevens van de Nederlandse Oorlogsgravenstichting met betrekking tot de laatste rustplaats in de directe omgeving van een aantal concentratiekampen. De cijfers van Kamp Westerbork komen uit het archief van de gemeentes Midden-Drenthe en Assen. Kamp Amersfoort en Vught eigen opgave.
| concentratiekamp | Nederlandse doden |
| Amersfoort       | 468               |
| Auschwitz        | 57000             |
| Bergen-Belsen    | 1700              |
| Buchenwald       | 750               |
| Dachau           | 600               |
| Esterwegen       | 10                |
| Flossenbürg      | 150               |
| Groß-Rosen       | 370               |
| Majdanek         | 90                |
| Mauthausen       | 1650              |
| Natzweiler       | 100               |
| Neuengamme       | 3000              |
| Ravensbrück      | 260               |
| Römhild          | 7                 |
| Sachsenhausen    | 600               |
| Sobibór          | 34500             |
| Stutthof         | 25                |
| Vught            | 699               |
| Westerbork       | 733               |
| Zöschen          | 120               |

#### Duitse concentratiekampen
De zeven nazivernietigingskampen:
- Auschwitz II (Birkenau) in Polen
- Bełżec in Polen
- Chełmno (Duits: Kulmhof) in Polen
- Majdanek bij Lublin in Polen
- Maly Trostenets in Wit-Rusland
- Sobibór in Polen
- Treblinka II in Polen

Andere Duitse concentratiekampen waar velen hun leven verloren, zijn:
- Bergen-Belsen
- Buchenwald
- Dachau
- Esterwegen
- Flossenbürg
- Groß-Rosen in het huidige Polen (onder andere voor Nacht und Nebel-gevangenen), met diverse subkampen
- Mauthausen in het huidige Oostenrijk
- Natzweiler-Struthof in het huidige Frankrijk (voornamelijk voor Nacht und Nebel-gevangenen)
- Neuengamme
- Ravensbrück (voornamelijk voor vrouwen)
- Römhild (Großer Gleichberg)
- Sachsenhausen bij Oranienburg
- Sonnenburg in het huidige Słońsk in Polen

In het veengebied langs de grens met Nederland (Groningen en Drenthe) werd een vijftiental kleinere kampen, bekend onder de naam Emslandlager, ingericht, waarin voornamelijk Duitse communisten (Moorsoldaten) en Oost-Europese krijgsgevangenen werden gehuisvest. Hoewel de aantallen gehuisvesten hier aanmerkelijk kleiner waren, waren de omstandigheden voor de getroffenen niet minder erg. Vluchtelingen uit die veenkampen die de Nederlandse grens overkwamen, werden onverbiddelijk teruggestuurd, terwijl bekend was dat velen om het leven kwamen.
Daarnaast waren er nog vele kleinere werkkampen voor dwangarbeiders, zoals Gräditz. Het Duitse ministerie van Justitie heeft een volledige lijst van 1634 Duitse concentratiekampen gepubliceerd.

#### Italië
Italiaanse concentratiekampen sinds begin 1942:
- Risiera di San Sabba in Triëst
- Rab, eiland in Dalmatië
- Chiesanuova bij Padua
- Molat, eiland in Dalmatië
- Monigo bij Treviso
- Renicci di Anghiari bij Arezzo
- Visco bij Palmanova

#### Kroatië
Vernietigingskamp:
- Jasenovac

#### Nederlands-Indië
- Boven Digul

Voor de kampen waarin gedurende de Japanse bezetting van Indonesië een groot deel van de Nederlanders geïnterneerd was, zie het artikel Jappenkampen in Nederlands-Indië.

#### Nederland
- Vught (Konzentrationslager Herzogenbusch)
- Amersfoort (Polizeiliches Durchgangslager Amersfoort)
- Westerbork (Polizeiliches Durchgangslager Westerbork)

#### Tsjechië
- Theresienstadt, concentratiekamp

#### België
- Breendonk
- Dossinkazerne, doorgangskamp voor (vooral) Joden op weg naar Auschwitz

#### Roemenië
- Meerdere kampen in het gouvernement Transnistrië

#### Zwitserland
Zwitserland, in de oorlog officieel neutraal, had veel interneringskampen (waarvan een groot deel werkkampen) waar vluchtelingen, die erin slaagden de grens te passeren, voorlopig werden geïnterneerd. De bewoners, meestal alleen mannen, waren vluchtelingen van diverse nationaliteiten. Er werden door hen moerassen drooggelegd en wegen verbeterd. Soms werd het verboden verder te reizen en moesten de reislustigen eerst uit het kamp ontsnappen. Meestal hadden de inwoners veel vrijheid van komen en gaan, dus dit ontsnappen was niet zo moeilijk, het ongezien verlaten van het land was echter niet gemakkelijk.
- Les Verrières voor Nederlandse geïnterneerden

### Na de Tweede Wereldoorlog
Met het einde van de Tweede Wereldoorlog was het verschijnsel concentratiekamp niet voorbij. De overlevenden kregen vaak last van het concentratiekampsyndroom.
Maar ook bleven en blijven nog dit soort kampen bestaan.
- Nederland sloot na de bevrijding vele collaborateurs op in kampen als Kamp Duindorp.
- Nederland zette na de bevrijding vele Duitsers uit via kampen als Kamp Mariënbosch.
- Nederland heeft direct na de oorlog plannen gemaakt om 8000 Nederlandse communisten in een kamp in Schoorl op te sluiten. Dat aantal is eerst verlaagd tot 1500 en vervolgens helemaal afgelast omdat de kosten te hoog waren.[8]
- In de Sovjet-Unie waren jarenlang kampen te over, soms aangeduid als 'psychiatrische inrichtingen'.
- Op de 'Velden des Doods' in Cambodja en tijdens de oorlog in Bosnië en Herzegovina kwam het beeld van uitgemergelde mensen in kampen (zie Kamp Omarska) weer voor het oog van de camera.
- Noord-Korea is berucht om de aanwezigheid van meerdere strafkampen met een zeer hard regime.
- Het leger van Rusland maakte gebruik van 'filtratiekampen' in zijn aanpak van terrorisme in de Kaukasus.
- Het leger van Sri Lanka wordt beschuldigd van het drijven van soortgelijke kampen na de overwinning op de Tamiltijgers in mei 2009.
- Sommigen zien Guantánamo Bay ook als een concentratiekamp, omdat daar, in de context van de 'War on terror', mensen zonder enige vorm van proces gevangen worden gehouden.
- In de Chinese regio Xinjiang worden mensen die tot de Oeigoerse bevolking behoren onder erbarmelijke omstandigheden in concentratiekampen opgesloten.